# Carlos III de Espanha
Carlos III (Madrid, 20 de janeiro de 1716 – Madrid, 14 de dezembro de 1788) foi o Rei da Espanha de 1759 até sua morte, e também Rei de Nápoles como Carlos VII e da Sicília como Carlos V desde suas conquistas em 1734 até sua abdicação em 1759. Era o filho mais velho do rei Filipe V e de sua segunda esposa Isabel Farnésio.
Ele ascendeu ao trono espanhol após a morte de seu meio-irmão Fernando VI. Carlos era um proponente do despotismo esclarecido. Ele abdicou dos tronos napolitano e siciliano em outubro de 1759 em favor de seu filho do meio Fernando.
Como rei Carlos tentou resgatar o Império Espanhol de seu declínio através de grandes reformas que enfraqueciam a Igreja e os mosteiros, promovendo a ciência e pesquisas universitárias, facilitando o comércio, modernizando a agricultura e evitando guerras. Ele nunca conseguiu um controle satisfatório de suas finanças e foi obrigado a realizar empréstimos para pagar suas despesas. Suas reformas não duraram muito e a Espanha voltou a cair depois de sua morte.

## Legado imperial de Espanha
Em 1713, a Guerra da Sucessão Espanhola (1701-1714) terminou com a assinatura do Tratado de Utrecht, reduzindo o poder político e militar de Espanha, país que tinha sido governado pela Casa de Bourbon desde 1700. Segundo os termos do tratado, o Império Espanhol poderia ficar com os seus territórios na América Latina, mas teria de ceder o sul dos Países Baixos à Áustria dos Habsburgos, os reinos de Nápoles e da Sardenha, o Ducado de Milão e o Estado dos Presídios. Além disso, a Casa de Saboia recebeu o Reino da Sicília e o Reino da Grã-Bretanha recebeu a ilha de Maiorca e a fortaleza de Gibraltar.
Em 1700, o pai de Carlos tornou-se rei de Espanha como Filipe V. Durante o resto do seu reinado (1700-1746), Filipe tentou insistentemente recuperar os territórios perdidos. Em 1714, após a morte da sua primeira esposa, a princesa Maria Luísa Gabriela de Saboia, o cardeal Giulio Alberoni arranjou com sucesso o casamento de Filipe com a ambiciosa Isabel Farnésio, sobrinho e enteada de Francisco Farnésio, Duque de Parma. Isabel e Filipe casaram-se a 24 de dezembro de 1714; a nova rainha demonstrou rapidamente ser uma consorte dominante e influenciou o marido a nomear o cardeal Giulio Alberoni primeiro-ministro de Espanha em 1715.
Em 1716, Isabel deu à luz o infante Carlos de Espanha no Real Alcázar de Madrid. Carlos estava na quarta posição da linha de sucessão ao trono espanhol, depois dos seus meios-irmãos mais velhos: o infante Luís, príncipe das Astúrias (que reinou durante um breve período de tempo como Luís I de Espanha antes de morrer em 1724), o infante Filipe (que morreu em 1719) e Fernando (o futuro rei Fernando VI). Uma vez que o duque Francisco de Parma e a sua esposa não tinham filhos, Isabel esforçou-se por conseguir que o seu filho mais velho herdasse o Ducado de Parma e Placência. Queria também que herdasse o Ducado da Toscana, uma vez que o grão-duque da Toscana, João Gastão de Médici, também não tinha filhos e era um primo afastado seu, uma vez que ambos partilhavam a mesma bisavó, Margarida de Médici, o que tornava Carlos um bom candidato ao título.

## Biografia

### Infância
O nascimento de Carlos encorajou o primeiro-ministro Alberoni a fazer grandes planos para a Europa. Em 1717, ordenou que a Espanha invadisse a Sardenha. Em 1718, Alberoni também ordenou a invasão da Sicília, que era então governada pela Casa de Saboia. Nesse mesmo ano, nasceu a primeira irmã de Carlos, a infanta Mariana Vitória, a 31 de março. Em reacção à Quádrupla Aliança de 1718, o duque de Saboia juntou-se à mesma e declarou guerra a Espanha. Devido a esta guerra, Alberoni foi dispensado pelo rei Filipe em 1719. O Tratado de Haia de 1720, incluía o reconhecimento de Carlos como herdeiro do Ducado de Parma e Placência.
O meio-irmão de Carlos, o infante Filipe Pedro, morreu a 29 de dezembro de 1719, colocando Carlos no terceiro lugar de sucessão, atrás de Luís e Fernando. Esta seria a sua posição, atrás dos dois meios-irmãos, até à morte de cada um deles. O seu segundo irmão, o infante Filipe de Espanha, nasceu a 15 de março de 1720.
Desde 1721, o rei Filipe negociava com Filipe II, Duque de Orleães, regente de França, três possíveis casamentos entre França e Espanha que melhorariam a tensa relação entre os dois reinos. O jovem Luís XV de França casaria com a infanta Mariana Vitória de Bourbon, na altura com três anos de idade, que se tornaria rainha de França, o meio-irmão de Carlos, Luís, casaria com a quarta filha do regente, a princesa Luísa Isabel de Orleães. Carlos ficaria noivo da princesa Filipina Isabel, quinta filha do duque de Orleães.
Em 1726, Carlos conheceu Filipina Isabel pela primeira vez; Isabel Farnésio escreveu mais tarde ao regente e à sua esposa sobre este encontro:
| “ | Creio que não lhe desagradará saber como correu o primeiro encontro com o seu pequeno marido. Os dois abraçaram-se muito carinhosamente e beijaram-se, e parece-me que ele não lhe é desagradável. Assim, desde hoje à noite que eles não se separam um do outro. Ela diz muitas coisas bonitas; uma pessoa apenas acredita nas coisas que ela diz quando as ouve. Tem a mente de um anjinho, e o meu filho está muito feliz por possuí-la (...). Ela pediu-me para lhe dizer que o adora do fundo do coração e que está muito contente com o seu marido. | ” |

À duquesa de Orleães escreveu:
| “ | Acho-a a criança mais bonita e adorável do mundo. É muito divertido vê-la com o seu pequeno marido: como se acariciam e como já se amam. Têm muitos segredinhos para contar um ao outro e não se conseguem separar nem um segundo. | ” |

De todas estas uniões, apenas Luís e Luísa Isabel se chegaram a casar. Isabel Farnésio procurou outras possíveis noivas para o seu filho mais velho, principalmente na Áustria, o principal rival pela influência na península italiana. Assim, propôs ao imperador Carlos VI que o infante Carlos desposasse a arquiduquesa Maria Teresa, na altura com oito anos de idade, e que o seu segundo filho, o infante Filipe, ficasse com a arquiduquesa Maria Ana, na altura com sete anos de idade.
A aliança entre a Espanha e a Áustria foi assinada a 30 de abril de 1725, e incluía o apoio de Espanha na Pragmática Sanção, um documento escrito pelo imperador Carlos em 1713 para garantir o apoio a Maria Teresa para que sucedesse ao trono dos Habsburgo. O imperador também renunciou às suas pretensões ao trono de Espanha e prometeu apoiar a Espanha nas suas tentativas de reconquistar Gibraltar. A Guerra Anglo-Espanhola que se seguiu deitou por terra as ambições de Isabel Farnésio e os planos de casamento foram abandonados quando se assinou o Tratado de Sevilha a 9 de novembro de 1729. No entanto, o mesmo tratado permitia que o infante Carlos ocupasse legitimamente Parma, Placência e a Toscana, mesmo se, para tal, tivesse de usar a força.
Após o Tratado de Sevilha, Filipe V ignorou os seus termos e formou uma aliança com a França e a Grã-Bretanha. António Farnésio, Duque de Parma, morreu a 26 de fevereiro de 1731 sem nomear um herdeiro, uma vez que se pensava que a sua viúva, Henriqueta d'Este, estivesse grávida na altura. A duquesa foi examinada por muitos médicos sem que a gravidez se confirmasse. Assim, o Segundo Tratado de Viena de 22 de julho de 1731 reconheceu oficialmente o jovem infante Carlos como duque de Parma e Placência.
O ducado foi ocupado pelo conde Carlo Stampa que prestou serviço como tenente de Parma em nome do jovem Carlos. A partir de então, o infante passou a ser reconhecido como Dom Carlos de Espanha (ou Borboun), duque de Parma e Placência, infante de Espanha. Uma vez que ainda era menor de idade, a sua avó materna, a princesa Doroteia Sofia de Neuburg, foi nomeada regente.

### Chegada a Itália

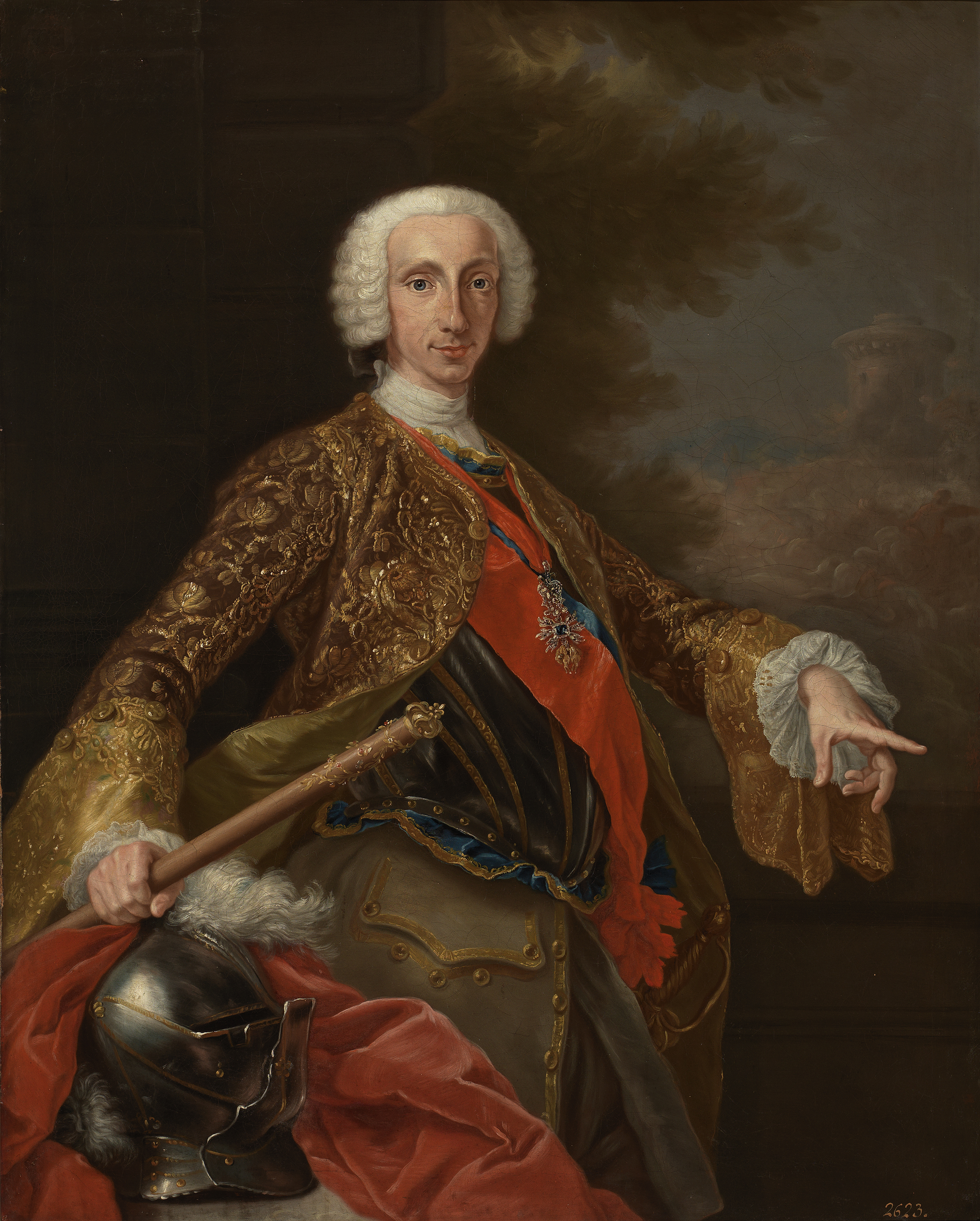
Carlos, como rei de Nápoles
por Giuseppe Bonito, no Museu do Prado

Carlos chegou a Itália a 20 de outubro de 1731. Após uma cerimónia solene em Madrid, Carlos recebeu a épée d'or (espada de ouro) do seu pai; a espada tinha sido entregue a Filipe V pelo seu avô, o rei Luís XIV de França, antes da sua partida para Espanha em 1700. Carlos partiu de Espanha e viajou por terra de Sevilha para Antibes seguindo depois para a Toscana, tendo chegado a Livorno a 27 de dezembro de 1731. O seu primo, João Gastão de Médici, grão-duque da Toscana foi nomeado seu cotutor e, apesar de Carlos ser considerado herdeiro presumível de João Gastão, o grão-duque recebeu-o bem. A caminho de Florença a partir de Pisa, Carlos adoeceu de varíola. Carlos entrou majestosamente em Florença, capital dos Médici, a 9 de março de 1732, com uma comitiva de 250 pessoas. Ficou alojado com o seu anfitrião na residência ducal, o Palácio Pitti.
João Gastão organizou uma grande festa em honra do santo patrono de Florença, São João Baptista, a 24 de junho. Durante esta festa, nomeou Carlos seu herdeiro, concedendo-lhe o título de príncipe-herdeiro da Toscana. Carlos prestou homenagem ao senado de Florença, como era tradição entre os herdeiros do trono da Toscana. Quando o imperador Carlos VI soube da cerimónia, ficou furioso, uma vez que João Gastão não o tinha informado das suas intenções. Uma vez que Carlos se encontrava numa posição superior à de João Gastão, a nomeação do herdeiro deveria ter sido escolha sua. Apesar das celebrações, Isabel Farnésio pediu ao filho que se dirigisse para Parma, o que o seu filho cumpriu, sendo recebido com muita alegria na cidade em outubro de 1732. Em frente do palácio ducal de Parma estavam escritas as palavras Parma Resurget ("Que Parma Governe"). Ao mesmo tempo, a peça La venuta di Ascanio foi escrita em Itália por Carlo Innocenzo Frugoni e seria mais tarde representada no Teatro Farnese na cidade.

### Personalidade e aparência
Quando chegou à península Itálica, Carlos ainda não tinha dezassete anos de idade. Recebeu a educação rigorosa e estruturada dada a um infante espanhol. Era muito devoto e muitas vezes sentia-se intimidado pela sua mãe dominadora, com quem, segundo relatos da época, se parecia muito. Alvise Giovanni Mocenigo, Doge de Veneza e embaixador de Veneza e Nápoles declarou que:
| “ | Recebeu uma educação afastada de todos os estudos e aplicações necessários para se poder governar sozinho (...). | ” |

O conde Monasterolo Solaro, embaixador de Saboia que serviria o duque Carlos Emanuel III da Sardenha em 1742, partilhava a mesma opinião.
Por outro lado, aprendeu a produzir gravuras (algo que faria ao longo de toda a sua vida), a pintar e uma série de actividades físicas, como por exemplo a caça, que era o seu desporto preferido. Sir Horace Mann, um diplomata britânico que vivia em Florença, reparou que ficou muito impressionado com o gosto que Carlos tinha por desporto.
O seu aspecto físico era dominado pelo nariz dos Bourbon que tinha herdado do lado do pai. Era descrito como um "rapaz moreno, com um rosto magro e um nariz saliente", e era conhecido pela sua personalidade alegre e exuberante.

## Conquista de Nápoles e da Sicília

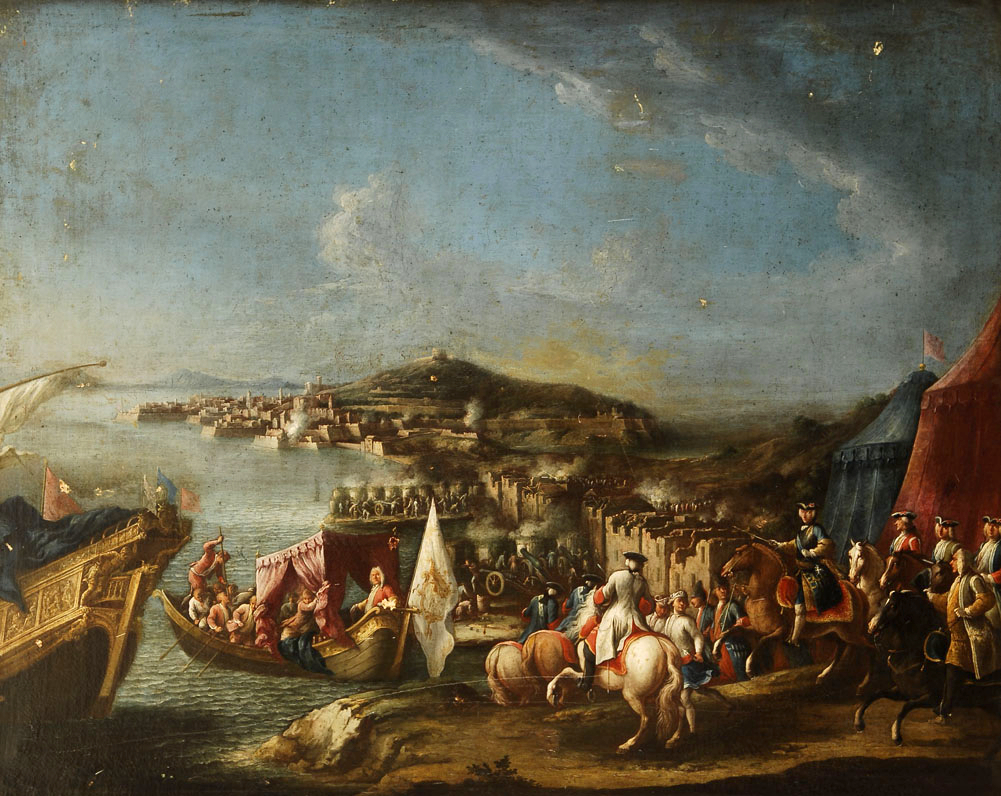
Carlos a cavalo em Gaeta
Por Giovanni Luigi Rocco

Em 1733, quando morreu o rei Augusto II da Polónia, houve uma crise de sucessão na Polónia. A França apoiava um pretendente enquanto a Áustria e a Rússia preferiam outro. A França e os Saboia criaram uma aliança e conquistaram territórios à Áustria. A Espanha, que se tinha aliado a França em finais de 1733 através do chamado Pacto dos Bourbon, também entrou no conflito.
Na categoria de regente, a mãe de Carlos viu nesta ocasião a oportunidade para reconquistar os reinos de Nápoles e da Sicília que a Espanha tinha perdido no Tratado de Utrecht.
A 20 de janeiro de 1734, Carlos tornou-se maior de idade e estava agora "livre para governar e gerir de forma independente os seus estados". Na altura foi também nomeado comandante de todas as tropas espanholas em Itália, uma posição que partilhava com o duque de Montemar.
A 27 de fevereiro, o rei Filipe expressou a sua intenção de conquistar o reino de Nápoles, afirmando que o libertaria da "violência excessiva exercida pelo vice-rei da Áustria em Nápoles, assim como a sua opressão e tirania". Carlos, que era agora conhecido como "Carlos I de Parma", seria o responsável. Carlos inspeccionou as tropas espanholas em Perúgia e marchou a caminho de Nápoles a 5 de março. O exército passou pelos Estados Pontifícios, na altura governados pelo papa Clemente XII.
Os austríacos, que já se encontravam a combater os franceses e os exércitos dos Saboia pela Lombardia, tinham poucos recursos para se defenderem em Nápoles e estavam divididos em relação à melhor forma de combater os espanhóis. O imperador queria manter Nápoles, mas a maioria da nobreza napolitana estava contra ele e alguns chegaram mesmo a conspirar contra o vice-rei. Esperavam que Filipe desse o reino a Carlos, que teria mais possibilidades de viver e governar lá, e não entregar o poder a um vice-rei e obedecer a uma potência estrangeira. A 9 de março, os espanhóis conquistaram a Prócida e a Ísquia, duas ilhas na baía de Nápoles. Os espanhóis ladearam as posições defensivas dos austríacos, comandados pelo general Traun, e forçaram-nos a retirar para Capua. Esta conquista permitiu que Carlos e as suas tropas avançassem para a cidade de Nápoles.
O vice-rei austríaco, Giulio Borromeo Visconti, e o comandante do seu exército, Carafa, deixaram algumas tropas a defender a fortaleza da cidade e retiraram-se para a Apúlia. Lá esperaram pela chegada de reforços em número suficiente para se defenderem contra os espanhóis. Os espanhóis entraram em Nápoles e cercaram as fortalezas controladas pelos austríacos. Durante este intervalo, Carlos foi elogiado pela nobreza local e uma delegação de oficiais eleitos da cidade ofereceu-lhe as chaves e o livro de privilégios da mesma.
As crónicas da época afirmam que Nápoles foi capturada "com humanidade" e que o combate só se deveu a um clima geral de cortesia entre os dois exércitos, muitas vezes sob o olhar dos habitantes da cidade que se aproximavam com curiosidade.
Os espanhóis conquistaram o Castelo Carmino a 10 de abril. O Castelo Sant'Elmo caiu a 27 de abril e o Castelo do Ovo a 4 de maio. Finalmente, o Novo Castelo caiu a 6 de maio. Todas estas conquistas sucederam-se apesar de Carlos não ter experiência militar, quase não usar uniformes e dificilmente realizar revistas militares.

## Rei de Nápoles e da Sicília

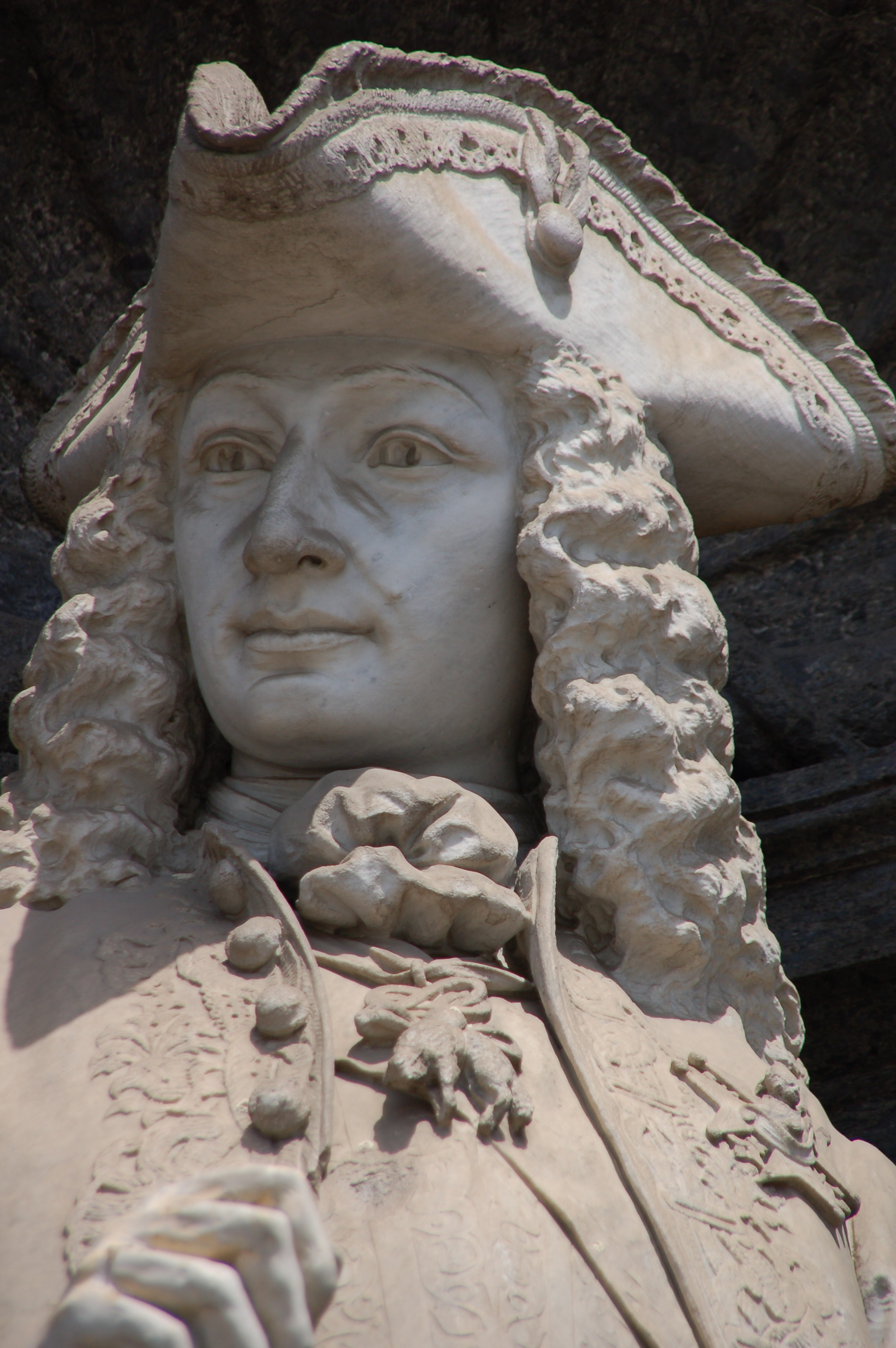
Pormenor de uma estátua dedicada a Carlos no Palácio Real de Nápoles

Carlos de Bourbon entrou em triunfo em Nápoles a 10 de maio de 1734. Fê-lo montado num cavalo que entrou pelo velho portão da cidade em Capuana rodeado pelos conselheiros da cidade, juntamente com um grupo de pessoas que atirou dinheiro aos habitantes locais. A procissão atravessou as ruas e terminou na Catedral de Nápoles, onde Carlos recebeu a bênção do bispo local, o cardeal Pignatelli. Carlos passou a residir no Palácio Real, um edifício mandado construir pelo seu antecessor, o rei Filipe III de Espanha.
Dois cronistas da época, o florentino Bartolomeo Intieri e o veneziano Cesare Vignola relataram duas visões distintas relativamente à opinião que os napolitanos tinham desta situação. Intieri escreve que a sua chegada foi um evento histórico e que a multidão gritava que "Sua Alteza Real era lindo, que o seu rosto era semelhante ao de São Januário na estátua que o representava". Por outro lado, Vignola escreveu que "houve apenas algumas aclamações" e que a multidão aplaudia com "muita languidez" e apenas "para incentivar os que atiravam dinheiro a atirar ainda mais".
O rei Filipe escreveu a seguinte carta a Carlos:
| “ | Meu mui ilustre e amado filho. Por razões importantes e motivos poderosos e importantes, tinha resolvido que, caso as minhas forças reais, que enviei para Itália para fazer frente ao imperador, controlassem o reino de Nápoles, esse reino deveria ficar em sua posse, como se o tivesses conquistado com as suas próprias forças e, tendo Deus decidido olhar pela justa causa que me assiste, e providenciar-nos com a sua poderosa ajuda este mui feliz acontecimento: declaro que é de minha vontade que a referida conquista lhe pertença como a seu legítimo soberano na forma mais alargada que existe: e para que possais fazê-lo constatar onde e quando seja conveniente, foi meu desejo manifestá-lo através desta carta que assino com a minha própria mão e foi rectificada pelo meu Conselheiro e Secretário de Estado e Escritório. | ” |

A carta começava com as palavras "Para o rei de Nápoles, o Meu Filho e Meu Irmão". Carlos foi único, uma vez que foi o primeiro rei de Nápoles que realmente viveu no seu território após um período de duzentos anos de vice-reis. No entanto, a resistência austríaca ainda não tinha sido completamente eliminada. O imperador enviou os seus reforços para Nápoles sob o comando do príncipe de Belmonte, que chegou a Bitonto.
As tropas espanholas, lideradas pelo conde de Montemar atacou os austríacos a 25 de maio de 1734 em Bitonto, e conseguiu uma vitória decisiva. Belmonte foi feito prisioneiro depois de fugir para Bari, enquanto as outras tropas austríacas conseguiram fugir por mar. Para celebrar a vitória, a cidade de Nápoles foi iluminada durante três noites e, a 30 de maio, o duque de Montemar, o comandante do exército de Carlos, recebeu o título de duque de Bitonto. Actualmente, existe um obelisco na cidade que celebra esta batalha.
Após a queda de Régio de Calábria a 20 de junho, Carlos também conquistou as cidades de Áquila (27 de junho) e Pescara (28 de julho). As últimas duas fortalezas foram Gaeta e Capua. O cerco de Gaeta, ao qual Carlos assistiu, terminou a 6 de agosto. Três semanas depois, o duque de Montemar deixou o território peninsular para se dirigir à Sicília, chegando a Palermo no dia 2 de setembro de 1734, data em que deu início à conquista das fortalezas dos austríacos na ilha que terminou em inícios de 1735. Capua, o último forte austríaco no território de Nápoles, conseguiu aguentar-se sob as ordens de von Traun até 24 de novembro de 1734.
Em 1735, após se ter delineado o tratado que terminou a guerra, Carlos cedeu formalmente a cidade de Parma ao imperador em troca do seu reconhecimento como rei de Nápoles e da Sicília.

### Relações com a Santa Sé

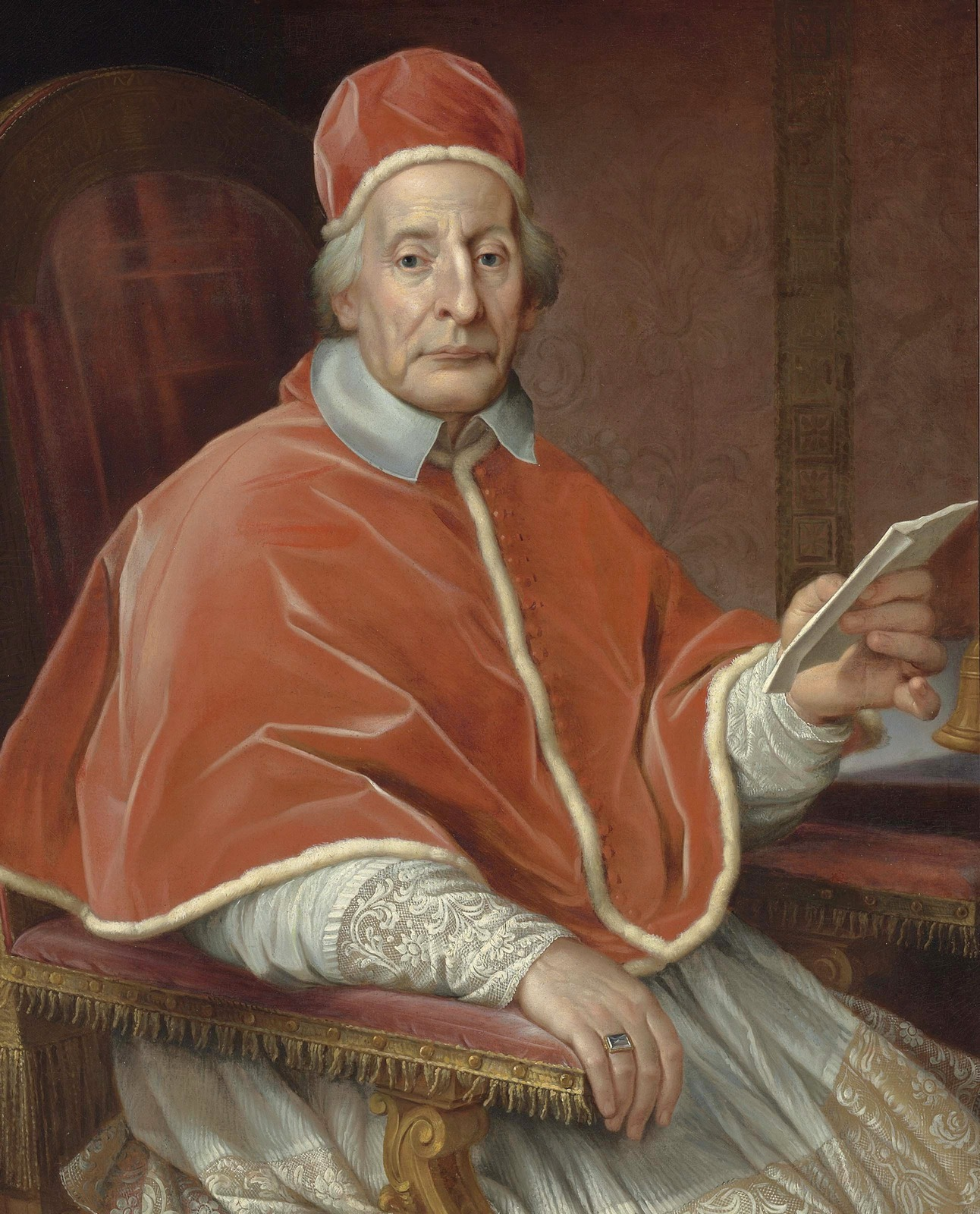
Papa Clemente XII, por Agostino Masucci

Durante os seus primeiros anos de reinado, a corte de Nápoles envolveu-se numa disputa com a Santa Sé. O Reino de Nápoles era um condado antigo dos Estados Pontifícios. Por isso, o papa Clemente XII considerava-se o único com autoridade para investir o rei de Nápoles e não reconhecia Carlos de Bourbon como soberano legítimo. Através do núncio apostólico, o papa informou Carlos que não considerava a nomeação que tinha recebido da parte do pai válida. Em resposta, um comité liderado pelo advogado da Toscana, Bernardo Tanucci em Nápoles concluiu que a investidura do papa não era necessária, uma vez que a coroação de um rei não podia ser vista como um sacramento. Tanucci também implementou uma política que limitava substancialmente os privilégios do clero que não pagava impostos pelas suas vastas possessões e tinha a sua própria jurisdição. No entanto, o governo de Nápoles também procedeu por vezes de forma conciliatória para com a igreja proibindo, por exemplo, o regresso do historiador Pietro Giannonne que tinha sido exilado por não ser bem visto pela hierarquia eclesiástica.
A situação piorou quando, em 1735, alguns dias antes da coroação de Carlos, o papa preferiu aceitar as oferendas tradicionais do cavalo de Hackney do imperador em vez de as aceitar da parte de Carlos. O "Hackney" era uma égua branca e uma quantidade de dinheiro que o rei de Nápoles oferecia ao papa como forma de homenagem feudal todos os anos, no dia 29 de junho, festa de São Pedro e São Paulo. O motivo da escolha estava relacionado com o facto de Carlos ainda não ser reconhecido como governante do Reino de Nápoles através de um tratado de paz e, assim, o imperador continuava a ser tecnicamente rei de Nápoles. Além do mais, receber um Hackney do Sacro Império era algo comum, mas recebê-lo de um Bourbon era algo inédito. Assim, o papa considerou que a primeira opção era um gesto menos dramático e, ao fazê-lo, provou a ira de Carlos, que era muito religioso.
Entretanto, Carlos tinha chegado à Sicília. Apesar da conquista da ilha por parte dos Bourbon ainda não estar completa, foi coroado rei das Duas Sicílias a 3 de julho na antiga Catedral de Palermo, depois de viajar por terra para Palmi e por mar de Palmi para Palermo. A coroação ultrapassou a autoridade do papa graças à legação apostólica da Sicília, um privilégio medieval que dava à ilha uma autonomia especial da igreja. Assim, o legado papal não esteve presente na cerimónia, tal como Carlos teria desejado.
Em março de 1735, voltou a surgir discórdia entre Roma e Nápoles. Foi descoberto em Roma que os Bourbon tinham retido cidadãos romanos na cave do Palácio Farnésio, uma propriedade pessoal do rei Carlos. Os cidadãos tinham sido levados para lá para serem integrados ao recém-criado exército de Nápoles. Milhares de habitantes da cidade de Trastevere invadiram o palácio para os libertar. O motim acabou por se tornar numa pilhagem. Depois, a multidão dirigiu-se à embaixada de Espanha na Piazza di Spagna. Durante os confrontos que se seguiram, morreram vários soldados dos Bourbon, incluindo um oficial. Os distúrbios chegaram à cidade de Velletri, onde a população atacou as tropas espanholas na estrada para Nápoles.
O episódio foi visto como uma afronta grave à corte de Bourbon. Como consequência, os embaixadores de Espanha e de Nápoles deixaram Roma enquanto os núncios apostólicos foram dispensados em Madrid e Nápoles. Vários regimentos de tropas dos Bourbon invadiram os Estados Pontifícios. A ameaça foi tal que alguns portões de Roma foram barricados e o número de guardas civis foi duplicado. Valletri foi ocupada e obrigada a pagar 8 000 coroas pela ocupação. Ostia foi saqueada, enquanto Palestrina evitou o mesmo destino ao pagar um resgate de 16 000 coroas.
A comissão de cardeais a quem o caso foi entregue decidiu enviar uma delegação de prisioneiros de Trastevere e Velletri a Nápoles como reparação. Os súbditos papais foram castigados com apenas alguns dias na prisão e, depois de tentarem obter um perdão real, receberam-no. O rei de Nápoles conseguiu depois resolver as suas diferenças com o papa, após um longo período de negociações através da mediação do embaixador de Roma, o cardeal Acquaviva, o arcebispo Giuseppe Spinelli e o capelão Celestino Galiani. Foi conseguido um acordo a 12 de maio de 1738.
Após a morte do papa Clemente em 1740, subiu ao trono papal o papa Bento XIV, que, no ano seguindo, permitiu a criação de uma concordata com o Reino de Nápoles. Esta acção permitiu cobrar impostos a certas propriedades do clero, a redução do número de eclesiásticos e a limitação da sua imunidade e autonomia na justiça através da criação de um tribunal misto.

### Escolha do nome
Carlos deveria ser recordado como Carlos VII de Nápoles (algumas fontes inclusivamente tratam-no desta forma), mas este número nunca foi utilizado oficialmente por ele. Era conhecido simplesmente como Carlos de Bourbon. O motivo pelo qual nunca foi utilizado qualquer número oficialmente deve-se ao facto de este desejar realçar o facto de ser o primeiro rei de Nápoles a viver realmente neste território e para marcar a separação entre ele e os governantes anteriores que tinham o mesmo nome, mais especificamente, o imperador Carlos VI.
Na Sicília, era conhecido por Carlos III da Sicília e de Jerusalém, preferindo o número III ao V. O povo da Sicília não tinha reconhecido o rei Carlos I de Nápoles (Carlos de Anjou) como seu governante e rebelaram-se contra ele. O mesmo tinha acontecido com o imperador Carlos que também não era amado.

### Paz com a Áustria e casamento

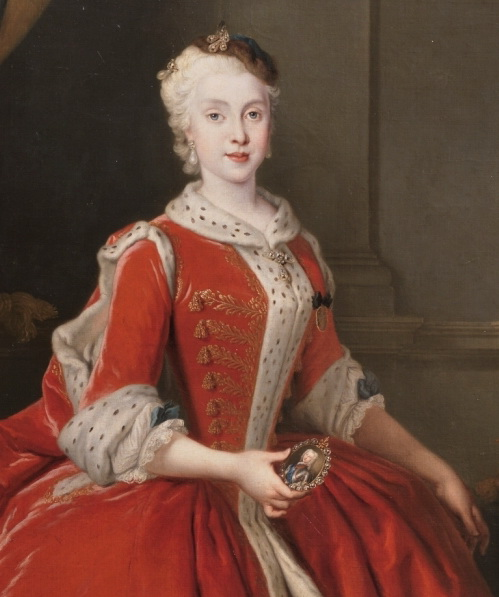
Maria Amália da Saxónia, esposa de Carlos.

Chegou-se a uma paz preliminar com a Áustria a 3 de outubro de 1735. No entanto, esta seria apenas definitiva três anos depois, com a assinatura do Tratado de Viena (1738) que concluiu a Guerra da Sucessão Polaca.
Nápoles e a Sicília foram entregues pela Áustria a Carlos que, em troca, cedeu Parma e a Toscana. Carlos tinha herdado a Toscana em 1737, após a morte de Gian Gastone, mas este território passou para as mãos de Francisco Estêvão, genro do imperador romano-germânico Carlos VI, como compensação pela cedência do ducado de Lorena ao rei Estanislau I Leszczyński, deposto após a guerra.
O tratado incluía também a transferência de todos os bens da Casa de Farnese para Nápoles. Carlos levou consigo a colecção de arte, os arquivos e a biblioteca do ducado, os canhões do forte e até uma escadaria de mármore do palácio ducal.
A mãe de Carlos, Isabel, voltou a procurar possíveis noivas para o filho, agora oficialmente reconhecido como rei de Nápoles e da Sicília. Era impossível conseguir uma arquiduquesa da Áustria para o cargo, por isso a rainha centrou as suas atenções na Polónia, escolhendo a princesa Maria Amália da Saxónia, filha do novo rei da Polónia, Augusto III e da sua esposa austríaca, a arquiduquesa Maria Josefa da Áustria. Maria Josefa era sobrinha do imperador Carlos. O casamento foi visto como a única alternativa a um casamento austríaco.
Maria Amália tinha apenas treze anos de idade quando soube da proposta de casamento. A data para a união foi marcada para 31 de outubro de 1737. Maria Amália casou-se por procuração, em Dresden, em maio de 1738, tendo o seu irmão Frederico Cristiano, Eleitor da Saxônia representado Carlos. Este casamento foi visto com agrado pela Santa Sé e terminou definitivamente com a discórdia entre os dois poderes.
O casal viu-se pela primeira vez a 19 de junho de 1738 em Portella, uma aldeia na fronteira do reino perto de Fondi. Na corte, as festividades duraram até dia 3 de julho. Como parte das festividades, Carlos criou a Ordem de São Januário, a ordem de cavalaria mais prestigiada do reino. Mais tarde criou a Ordem Carlos III em Espanha, a 19 de setembro de 1771.

### Guerra da Sucessão Austríaca

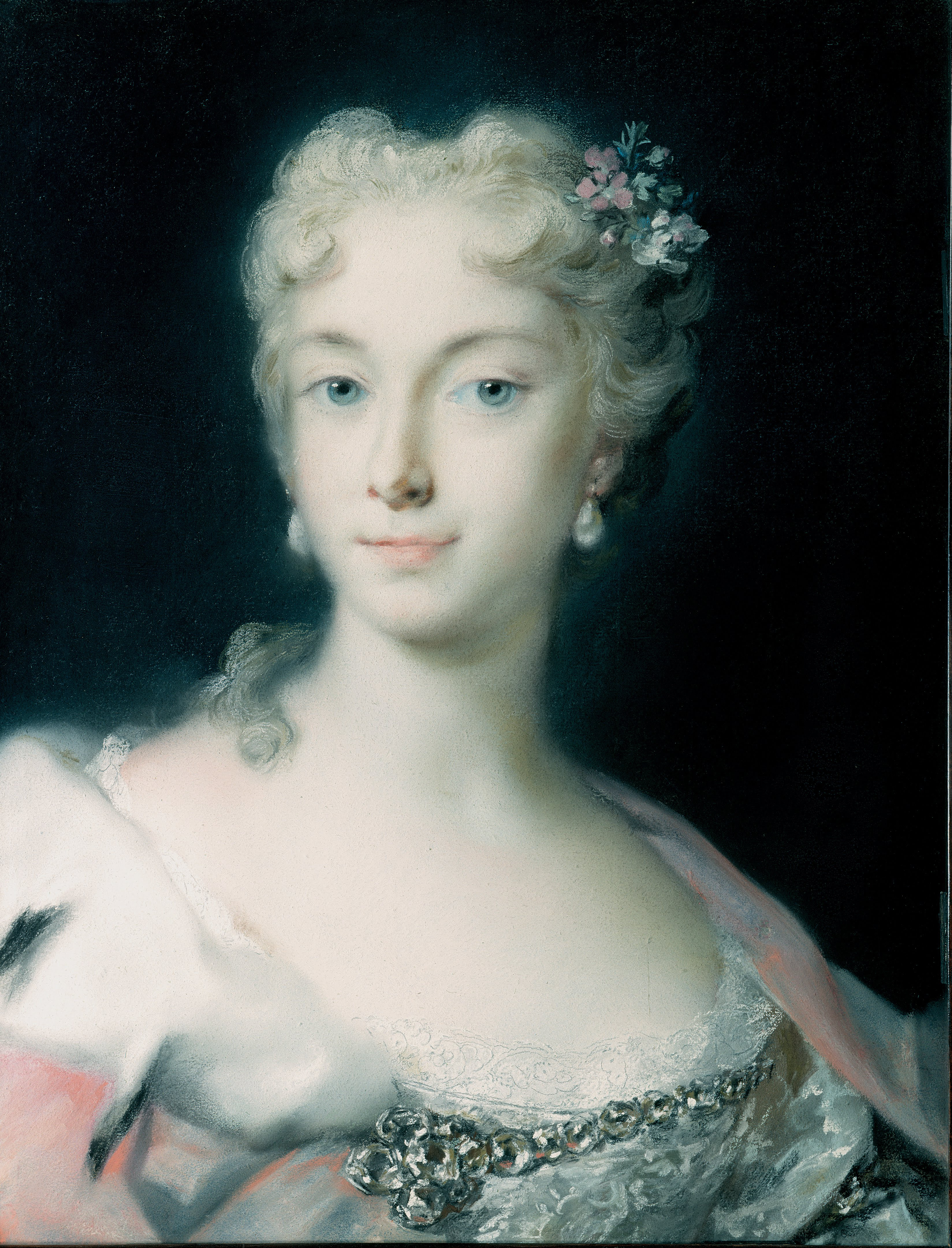
A arquiduquesa Maria Teresa, mais tarde imperatriz da Áustria, por Rosalba Carriera, Pinacoteca dos Mestres Antigos

Foi assinado o tratado de paz entre Carlos e a Áustria em Viena, em 1740. Nesse ano, o imperador Carlos VI faleceu, deixado os seus reinos da Boémia e da Hungria (juntamente com muitas outras propriedades) à sua filha Maria Teresa da Áustria. O imperador tinha esperança de que muitos dos signatários da Pragmática Sanção não interferissem na linha de sucessão que tinha definido. No entanto, tal não aconteceu e rebentou a Guerra da Sucessão Austríaca. A França aliou-se à Espanha e à Prússia contra Maria Teresa que tinha o apoio da Grã-Bretanha, governada pelo rei Jorge II, e pelo Reino da Sardenha, governado pelo rei Carlos Emanuel III da Sardenha.
Carlos desejava manter-se neutro durante o conflito, mas o seu pai queria que ele participasse e reunisse tropas para ajudar a Espanha. Carlos conseguiu enviar 10 000 soldados para o seu país natal, comandados pelo duque de Castropignano, mas estes viram-se forçados a retirar quando as forças britânicas, comandadas pelo comodoro William Martin ameaçaram bombardear o porto de Nápoles se não se afastassem do conflito.
Após este incidente, Carlos voltou a insistir na ideia da neutralidade, uma decisão que foi mal recebida em França e pelo seu pai em Espanha. Os seus pais encorajaram-no a entrar em combate, tal como tinha feito o seu irmão, o infante Filipe. Após publicar uma proclamação a 25 de março de 1744 onde dava garantias aos seus súbditos, Carlos assumiu o comando de um exército contra os exércitos do austríaco príncipe Lobkowitz que estavam prestes a entrar na fronteira de Nápoles.
Para se oporem ao pequeno mas poderoso partido pró-austríaco em Nápoles, foi criado um novo concílio sob o comando de Tanucci que resultou na detenção de mais de 800 pessoas. Em abril, Maria Teresa falou aos napolitanos através de uma proclamação na qual prometia perdões e outros benefícios aos que se insurgissem contra os "usurpadores", ou seja, os Bourbons.
A participação de Nápoles e da Sicília no conflito levou, no dia 11 de agosto, à decisiva Batalha de Velletri, onde as tropas napolitanas, comandadas por Carlos e pelo duque de Castropignano, e as tropas espanholas comandadas pelo conde de Pledges, derrotaram os austríacos de Lobkowitz, que se retiraram com pesadas perdas. A coragem demonstrada por Carlos levou o rei da Sardenha, seu inimigo, a escrever que revelou a constância valorizante do seu sangue e comportou-se de forma gloriosa.
O vice-rei de Velletri garantiu que Carlos tinha o direito de conferir o título de duque de Parma ao seu irmão mais novo, o infante Filipe. Este direito foi reconhecido no Tratado de Aquisgrão, assinado em 1748, mas foi só no ano seguinte que o infante Filipe se tornou oficialmente duque de Parma, Placência e Guastalla.

## Impacto do Reinado em Nápoles e na Sicília

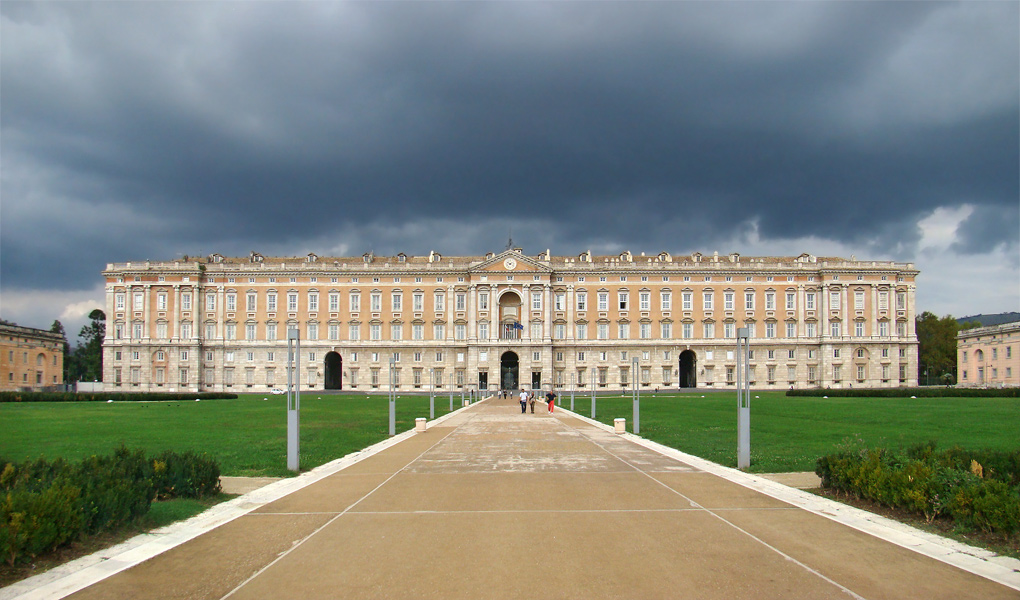
Palácio de Caserta, uma das obras de Carlos

Em 1746, o rei Filipe V de Espanha faleceu aos sessenta e dois anos de idade. O trono de Espanha foi herdado pelo seu filho, o infante Fernando, que reinou como Fernando VI de Espanha. Fernando, que não tinha um bom relacionamento com a sua madrasta, forçou-a a deixar a corte espanhola. Esta atitude significava também que Isabel Farnésio perdia a influência que tinha junto do seu filho por ser rainha de Espanha.
Nesse mesmo ano, foi introduzida a Inquisição nos reinos de Carlos, trazida pelo cardeal Spinelli. Esta medida não foi bem recebida e levou à intervenção de Carlos.
Carlos deixou um legado duradouro no seu reino; construiu muitos edifícios e deu início a reformas no país. Em Nápoles e nas zonas circundantes é possível encontrar uma série de palácios construídos durante o seu reinado. Tendo como inspiração o Palácio de Versalhes e o Palácio Real de Madrid (que tinha já utilizado Versalhes como modelo), Carlos deu início à construção de um dos palácios mais luxuosos da Europa, o Palácio de Caserta. A ideia de construir o palácio surgiu em 1751, quando Carlos tinha vinte e cinco anos de idade. O local escolhido para a sua construção era uma cabana de caça, à semelhança de Versalhes. Carlos gostava do local porque lembrava San Ildefonso, o local onde se encontravam os palácios de La Granja e de San Ildefonso em Espanha. A construção de Caserta teve grande influência da sua esposa, a princesa Maria Amália da Saxónia, uma mulher muito culta. O local do palácio era também afastado no grande vulcão do monte Vesúvio que representava uma ameaça constante para a capital, assim como o mar. Foi o próprio rei que colocou a primeira pedra no local, entre grandes celebrações, no dia do seu vigésimo-sexto aniversário, a 20 de janeiro de 1752.
Outros edifícios construídos durante o seu reinado foram o Palácio de Portici, o Teatro di San Carlo, construído apenas duzentos e setenta dias após o Palácio de Capodimonte. Também renovou o Palácio Real de Nápoles. Juntamente com a sua esposa, Carlos mandou construir a Fábrica de Porcelana de Capodimonte. Também criou a Academia Ercolanesi e o Museu Arqueológico Nacional de Nápoles que ainda funciona nos dias de hoje.
Em Nápoles, Carlos deu início a uma série de reformas às quais daria continuação mais tarde em Espanha. O primeiro-ministro de Nápoles, Bernardo Tanucci, influenciou-o consideravelmente. Foi durante o seu reinado que as cidades romanas de Herculano (1738), Estábia e Pompeia (1748) foram redescobertas. O rei encorajou as escavações e era informado constantemente sobre novas descobertas, mesmo depois de se mudar para Espanha. Carlos também encorajou a formação de artesãos instruídos em Nápoles e na Sicília, após séculos de domínio estrangeiro. Carlos é reconhecido por ter recriado a "nação napolitana", ajudando a estabelecer um reino independente e soberano. Foi também o artesão de grandes reformas políticas administrativas, sociais e religiosas necessárias para o reino há muito tempo.
Carlos foi o rei mais popular que os napolitanos tiveram em muitos anos. Apoiava as necessidades das pessoas, independentemente da sua classe social, e foi celebrado como um monarca iluminado. Entre as suas iniciativas para ajudar o reino a sair da sua complicada situação económica, Carlos criou o "conselho do comércio" que negociou com otomanos, suecos, franceses e holandeses. Também criou uma empresa de seguros e tomou medidas para proteger as florestas, tentando iniciar a extracção e exploração dos recursos naturais.
O reino de Nápoles manteve-se neutro durante a Guerra dos Sete Anos (1756-1763). O primeiro-ministro britânico, William Pitt, tinha o desejo de criar uma liga italiana, na qual Nápoles e a Sardenha lutariam juntos contra a Áustria, mas Carlos recusou participar. Esta escolha foi muito criticada pelo embaixador napolitano em Turim, Domenico Caraccioli, que escreveu:
| “ | A posição dos assuntos italianos não é melhorada, mas sim piorada pelo facto de o rei de Nápoles e o rei da Sardenha, ao acrescentarem tropas a forças estrangeiras, se oponham aos planos dos seus vizinhos; para se defenderem contra os perigos da paz dos seus inimigos, estavam, de certa forma, unidos, mas estão separados no que diz respeito aos diferentes sistemas de governação. | ” |

Com a República de Génova, as relações são alargadas: Pasquale Paoli, general dos rebeldes a favor da independência da Córsega, era um oficial do exército napolitano e o exército de Génova suspeitava que este recebia assistência do reino de Nápoles.
Quando Carlos partiu para Espanha, foi o ministro Tanucci que presidiu o Conselho de Regência que governou até o infante Fernando atingir a maioridade.

## Ascensão ao trono de Espanha

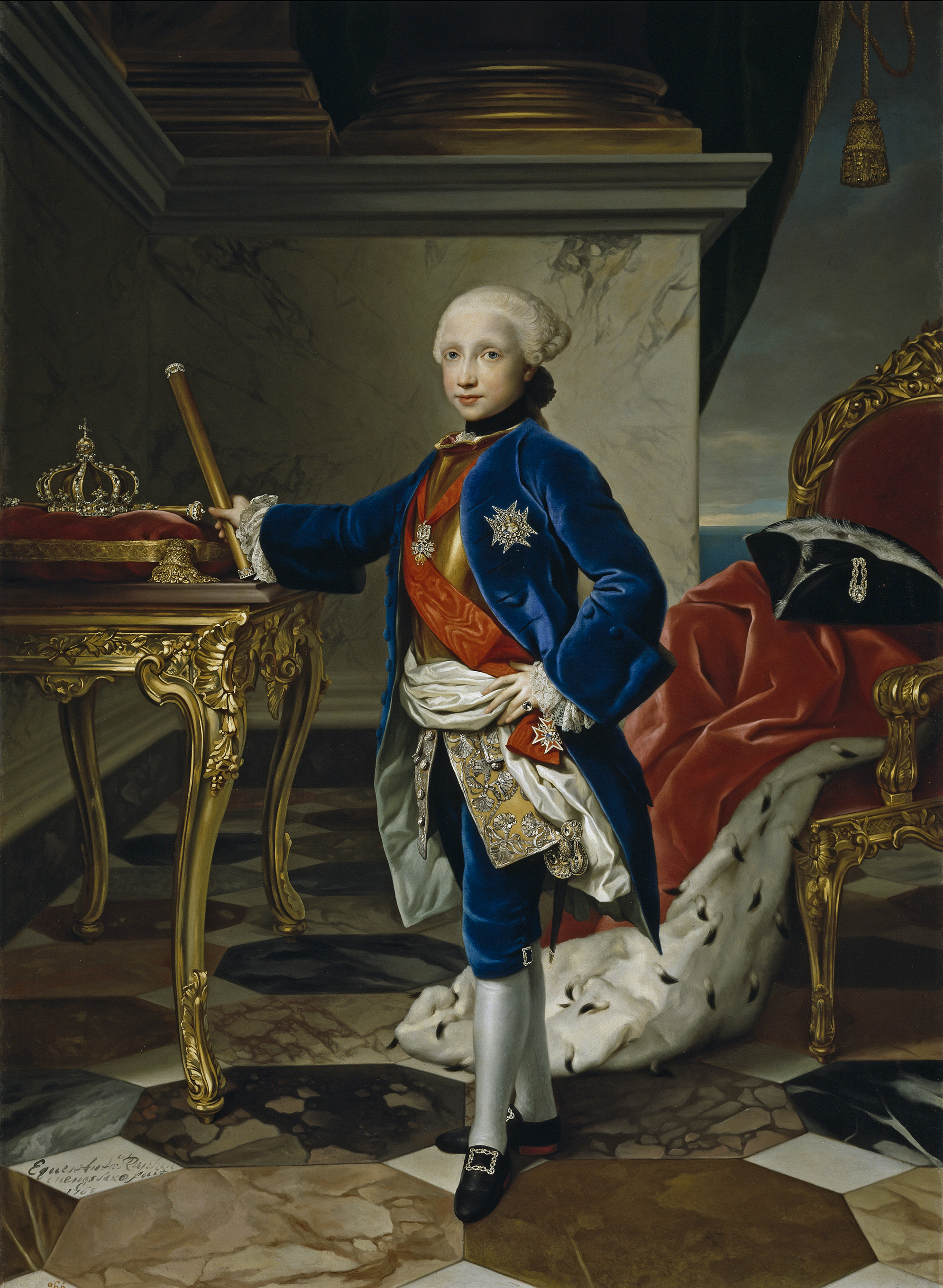
Infante Fernando, futuro rei das Duas Sicílias, aos nove anos de idade, por Anton Raphael Mengs, 1760, Museu do Prado

Em finais de 1758, o meio-irmão de Carlos, o rei Fernando VI, começou a manifestar os mesmos sintomas de depressão do pai. Fernando tinha perdido a sua amada esposa, a infanta Bárbara de Portugal, em agosto de 1758 e entrou num período de luto profundo por ela. Nomeou Carlos seu herdeiro presumível a 10 de dezembro de 1758, antes de trocar Madrid por Villaviciosa de Odón, onde viria a falecer a 10 de agosto de 1759.
Nesta altura, Carlos foi proclamado rei de Espanha com o nome de Carlos III, respeitando o terceiro Tratado de Viena que definia que não seria possível juntar os territórios de Nápoles e da Sicília ao trono espanhol. Mais tarde, Carlos recebeu o título de Senhor das Duas Sicílias. O Tratado de Aquisgrão, que Carlos não tinha rectificado, previa a eventualidade da sua subida ao trono de Espanha; assim, Nápoles e Sicília passariam para o seu irmão Filipe I de Parma, sendo os seus territórios divididos entre a imperatriz Maria Teresa da Áustria (Parma e Guastalla) e o rei da Sardenha (Placência).
Determinado a manter os seus descendentes na corte de Nápoles, Carlos iniciou um período de negociações extensivas com Maria Teresa e, em 1758, os dois assinaram o quarto Tratado de Versalhes, no qual a Áustria renunciava formalmente aos ducados italianos. No entanto, Carlos Emanuel III da Sardenha continuou a desejar obter o território de Placência e ameaçou até ocupá-lo.
Para defender o Ducado de Parma das ameaças de Carlos Emanuel, Carlos enviou tropas para as fronteiras dos Estados Pontifícios. Graças à mediação do rei Luís XV de França, Carlos Emanuel renunciou ás suas pretensões em Placência em troca de uma compensação financeira. Assim, Carlos garantiu a sucessão de um dos seus filhos, reduzindo as ambições de Carlos Emanuel na altura. Segundo Domenico Caracciolo, este foi um "golpe fatal" para as esperanças e desejos do rei da Sardenha".
O filho mais velho de Carlos, o infante Filipe, Duque de Calábria, tinha dificuldades de aprendizagem e, por isso, foi afastado da linha de sucessão de ambos os tronos. Acabaria por morrer em Portici, onde tinha nascido, em 1747. O título de príncipe das Astúrias foi atribuído a Carlos, o seu segundo filho. O direito de sucessão a Nápoles e à Sicília foi dado ao seu terceiro filho, Fernando. O jovem acabaria por ficar na Itália quando o seu pai e o resto da família partiram para Espanha. Carlos abdicou formalmente das coroas de Nápoles e da Sicília a 6 de outubro de 1759, a favor do seu filho Fernando. Carlos deixou a educação do filho ao encargo de um conselho de regência composto por oito membros. Este conselho governou os reinos até Fernando completar os dezasseis anos de idade.
Carlos e a sua esposa chegaram a Barcelona no dia 7 de outubro de 1759.

### Rei de Espanha

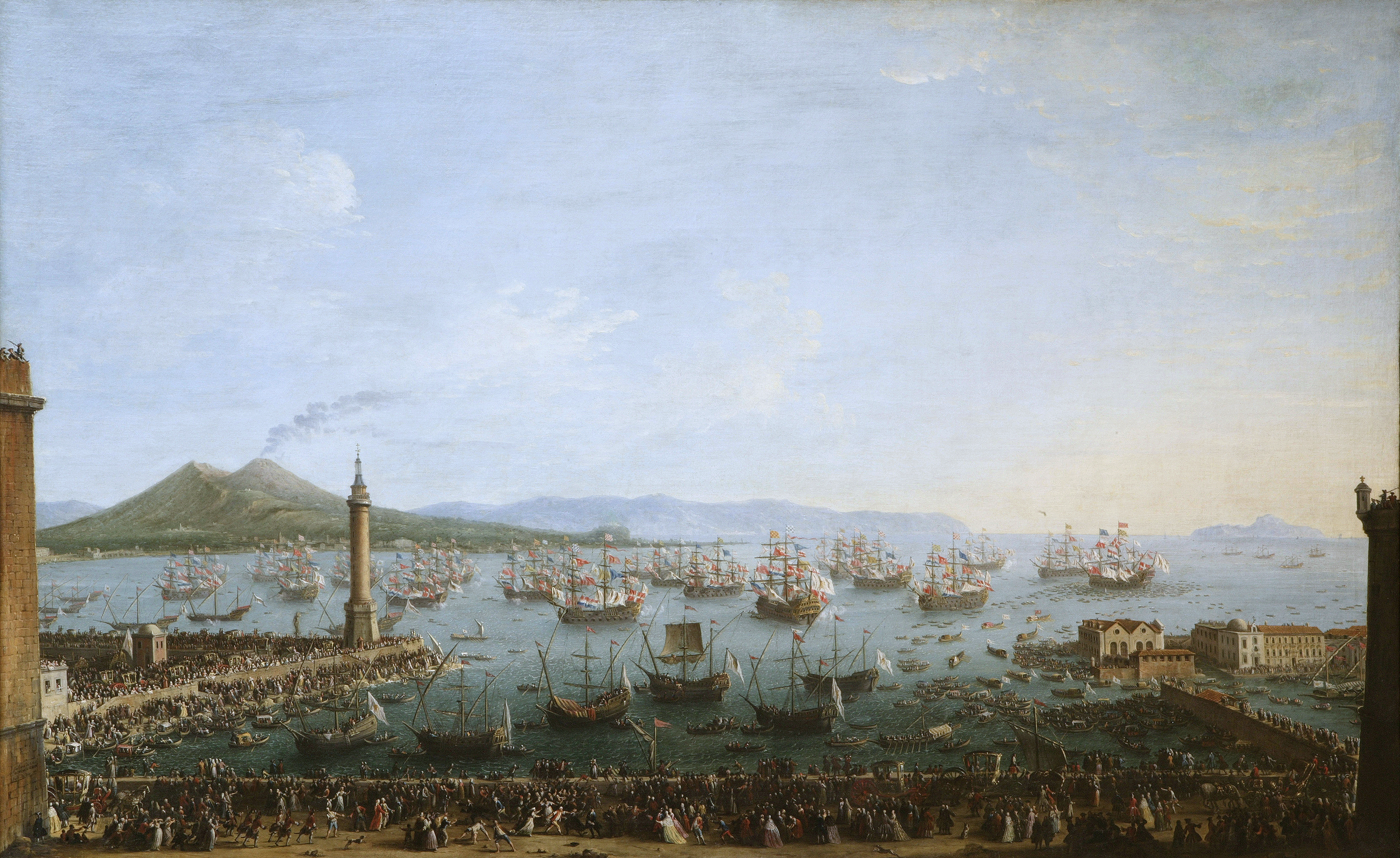
Carlos III deixa Nápoles

Ao contrário dos vinte anos produtivos que passou em Itália, a sua era em território espanhol não é vista com tanto entusiasmo. A política interna do país, assim como a sua relação com outros países foram completamente reformadas. Carlos representava um novo tipo de governante: o governante que tinha aderido ao absolutismo iluminado, uma forma de monarquia absoluta na qual os monarcas incorporavam os princípios do iluminismo, com especial destaque para a racionalidade, e os aplicavam nos seus territórios. Estes monarcas tendiam a permitir a tolerância religiosa, liberdade de expressão e de imprensa e o direito de deter propriedade privada. A maioria apoiou as artes, ciência e educação. Carlos partilhava estes ideais com outros monarcas, incluindo a imperatriz Maria Teresa, o seu filho José e a imperatriz Catarina II da Rússia.
Os princípios do iluminismo foram aplicados no seu reino em Nápoles e Carlos pretendia fazer o mesmo em Espanha, mas numa escala muito maior. Carlos levou a cabo a sua reforma com a ajuda do marquês de Esquilache, do conde de Aranda, do conde de Campomanes, do conde de Floridablanca, de Ricardo Wall e do aristocrata de Génova, Jerónimo Grimaldi. Graças a estes princípios, Carlos III decidiu proibir as touradas, uma prática que considerava brutal e pouco civilizada.
O primeiro evento trágico que ocorreu após a sua chegada à Espanha foi a morte da sua amada esposa Maria Amália, que faleceu no Palácio do Bom Retiro, nos arredores a este de Madrid. A rainha tinha apenas trinta-e-cinco anos e faleceu a 27 de setembro de 1760, de tuberculose. Foi enterrada na cripta real do El Escorial.

#### Conflitos
A amizade tradicional com França deixava a impressão de que o poder da Grã-Bretanha acabaria por diminuir enquanto o de Espanha e França aumentaria cada vez mais. Esta aliança foi reforçada pelo Pacto de Família, assinado a 15 de agosto de 1761 (também chamado de "Tratado de Paris"). Carlos preocupava-se profundamente que o sucesso da Grã-Bretanha na Guerra dos Sete Anos acabasse por destruir o equilíbrio de poder e que, em breve, os britânicos tentassem conquistar o Império Espanhol, como tinham já feito com o francês.
Em inícios de 1762, a Espanha declarou guerra. Os seus principais objectivos eram invadir Portugal e capturar a Jamaica, mas acabariam por falhar em ambos. A Grã-Bretanha e Portugal não só travaram o ataque de Espanha a Portugal, mas conseguiram também capturar as cidades de Havana e Manila aos espanhóis. Carlos III queria continuar a guerra no ano seguinte, mas os líderes franceses conseguiram convencê-lo a não o fazer. Através do Tratado de Paris de 1763, a Espanha cedeu a Flórida à Grã-Bretanha, em troca da devolução de Havana e Manila. Esta perda foi parcialmente recompensada com a aquisição de uma parte do Louisiana, cedida pela França como compensação pelas perdas sofridas por Espanha na guerra.
Durante a Crise das Ilhas Malvinas de 1770, a Espanha quase entrou em guerra com a Grã-Bretanha depois de expulsar uma guarnição britânica das Ilhas Malvinas. No entanto, Espanha foi forçada a voltar atrás quando a Marinha Real Britânica começou a mobilizar-se e a França recusou ajudar o seu aliado.
As disputas territoriais permanentes com Portugal levaram à assinatura do Tratado de Santo Ildefonso a 1 de outubro de 1777. Neste tratado, Espanha ficou com Colonia del Sacramento, no actual território do Uruguai, e com os Sete Povos das Missões, no actual território do Brasil, mas não com as regiões ocidentais do Brasil, e também o Tratado de El Pardo, a 11 de março de 1778, no qual os espanhóis voltaram a afirmar que o Brasil português se estava a expandir para além da longitude oeste especificada no Tratado de Tordesilhas. Em troca, Portugal cedeu o actual território da Guiné Equatorial a Espanha.
A rivalidade com a Grã-Bretanha também o levou a apoiar os revolucionários americanos durante a Guerra da Independência, apesar de Carlos ter reservas quanto ao exemplo que esse movimento poderia representar para as colónias espanholas. Durante a guerra, Espanha recuperou Minorca e o oeste da Florida durante campanhas militares, mas não conseguiu reconquistar Gibraltar. As operações militares espanholas no oeste da Florida e no Rio Mississippi ajudaram as Treze Colónias a assegurar as suas fronteiras a sul e a oeste dos pontos de ataque britânicos. A captura de Nassau e das Bahamas permitiu que a Espanha também recuperasse o este da Florida durante as negociações de paz. O Tratado de Paris de 1783 confirmou a reconquista da Flórida e de Minorca e restringiu os interesses comerciais britânicos na América Central.

### Políticas

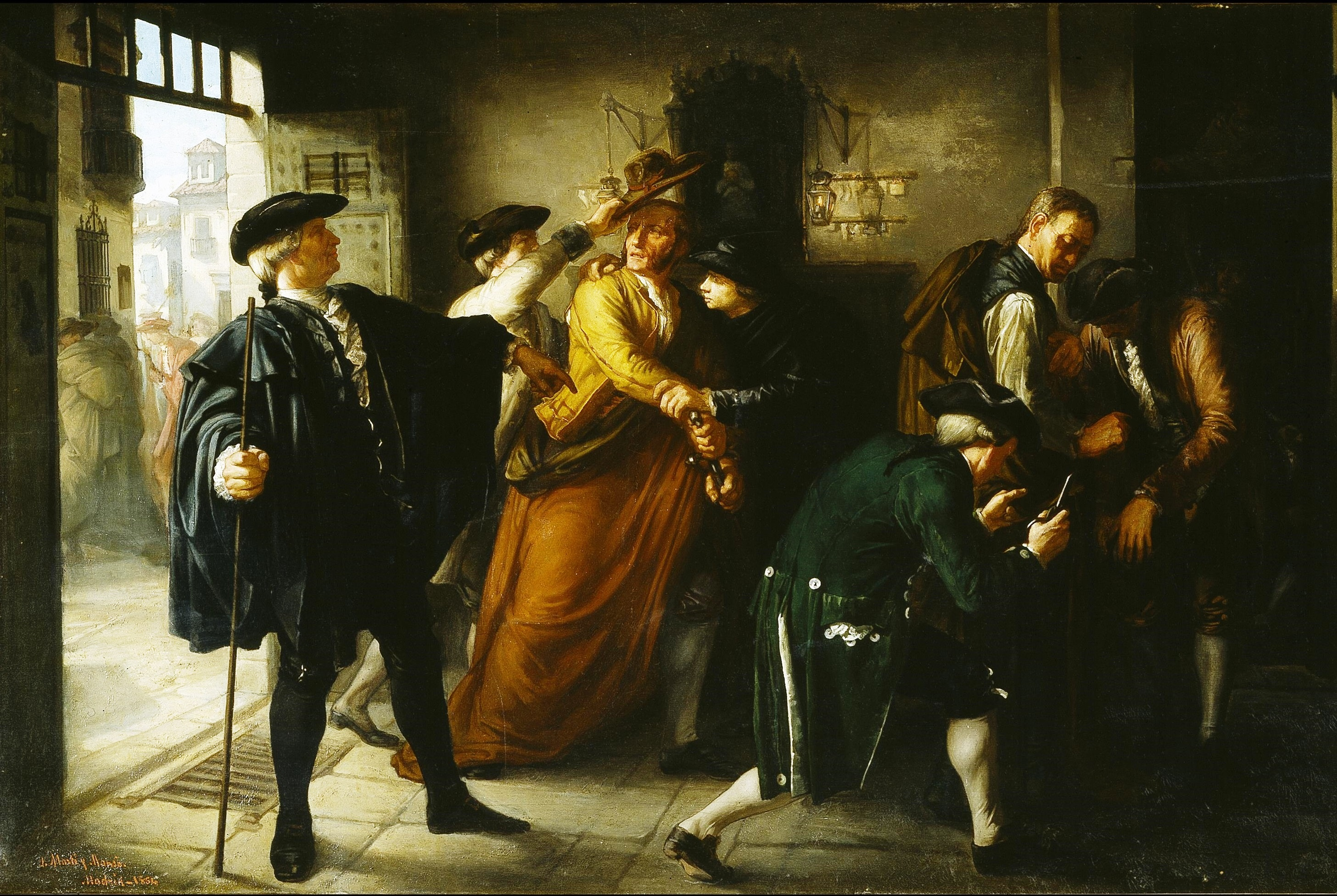
Un episodio del motín de Esquilache" de José Martí y Monsó, 1864. Este quadro representa um dos momentos do "Motim de Esquilhache" no qual, seguindo as ordens do bando das capas e dos chapéus, alguns alfaiates ajustam essas peças de roupa para que as capas não sejam tão grandes e os chapéus não sejam chambergos, mas sim capas curtas e chapéus de três bicos. Uma das vítimas parece resistir e é segurado por um clérigo (os jesuítas foram acusados de terem provocado o motim). Há um oficial da justiça a assistir à cena com ar autoritário

No seu todo, o seu governo interno foi favorável ao país. A primeira acção que tomou foi convencer os habitantes de Madrid a deixar de despejar os seus dejectos pela janela. Quando estes se mostraram contra esta medida, o rei acusou-os de serem como as crianças que choravam quando lhes lavavam a cara. Quando subiu ao trono de Espanha, Carlos nomeou o marquês de Esquillache secretário das finanças e do tesouro e, juntos, levaram a cabo muitas reformas. O exército e a marinha espanholas foram reorganizados apesar das perdas sofridas durante a Guerra dos Sete Anos.
Carlos eliminou também o imposto sobre a farinha, o que liberalizou o comércio em grande escala. No entanto, devido a esta medida, houve uma grande subida nos preços, causada pelos "monopolizadores" que começaram a especular sobre as más colheitas dos anos anteriores. A 23 de março de 1766, a sua tentativa de convencer os madrileños a vestir-se à moda francesa por razões de segurança serviu de desculpa para o início de um motim (o Motim de Esquilache) durante o qual o rei não demonstrou a sua grande coragem. Após este acontecimento, permaneceu em Aranjuez durante um longo período de tempo, deixando o governo nas mãos do seu ministro, o conde de Aranda. Nem todas as suas reformas tiveram uma faceta tão formal.
O conde de Campomanes tentou provar a Carlos que os verdadeiros líderes da revolta contra Esquilache tinham sido os jesuítas. Os jesuítas eram uma classe muito abastada e poderosa, no entanto, devido ao decreto real de 27 de fevereiro de 1767, conhecido como a Penalização Pragmática de 1767, os jesuítas foram expulsos de Espanha e todos os seus bens foram confiscados. O seu desentendimento com os jesuítas aliado à memória da sua contenda com o papa enquanto era rei de Nápoles, fizeram com que seguisse uma política de restrição em relação aquilo que ele entendia ser o crescimento excessivo do poder da igreja. O número de clérigos supostamente ociosos e, principalmente, das ordens religiosas, foi reduzido e a Inquisição Espanhola, embora não fosse abolida, foi considerada adormecida. Apesar da sua hostilidade para com os jesuítas, do facto de não gostar de frades e de sentir ciúmes relativamente à Inquisição Espanhola, Carlos era um católico sincero.
Entretanto, as leis antiquadas que restringiam o comércio e a indústria foram abolidas; foram construídas estradas, canais e esgotos. Muitos dos seus empreendimentos paternais e a corrupção dentro da corte fizeram com que muito dinheiro fosse desperdiçado, no entanto, no geral, o país prosperou. Este resultado deveu-se em grande parte ao rei que, apesar de ser mal aconselhado, foi constante na sua tarefa de governação.
Carlos também tentou reformar a política colonial espanhola para que as colónias de Espanha se tornassem mais competitivas em relação às plantações das Antilhas Francesas (principalmente em relação à colónia francesa de Saint-Domingue) e ao Brasil de Portugal. Esta medida resultou na criação dos Códigos Negros Españoles. Os Códigos Negros, que se baseavam em parte no Code Noir francês e nas Siete Partidas castelhanas do século XIII, pretendia estabelecer um maior controlo legal sobre os escravos nas colónias espanholas, para aumentar a produção agrícola. O primeiro código foi escrito para a cidade de Santo Domingo em 1768 e o segundo foi escrito para o território do Luisiana, que tinha sido adquirido recentemente pelos espanhóis, em 1769. O terceiro código, apelidado de Código Negro Carolino, em honra de Carlos, dividiu a população negra escrava e livre de Santo Domingo em classes sócio-económicas rigorosamente estratificadas.
Em Espanha, continuou o seu trabalho para tentar melhorar os serviços e estruturas para o seu povo. Criou a fábrica de porcelana de luxo com o nome Real Fábrica del Buen Retiro em 1760. Depois dedicou-se também ao cristal, inaugurando a Real Fábrica de Cristales de La Granja e, depois, a Real Fábrica de Platería Martínez em 1778. Durante o seu reino, as zonas das Astúrias e da Catalunha foram rapidamente industrializadas e tornaram-se grandes fontes de rendimento para a economia espanhola. Posteriormente, centrou as suas atenções na economia estrangeira, virando-se para as suas colónias nas Américas. Dedicou-se principalmente às finanças das Filipinas e encorajou o comércio com os Estados Unidos a partir de 1778. Também levou a cabo várias obras públicas. Mandou construir o Canal de Aragão, bem como várias estradas para Madrid, no centro de Espanha. Houve também outras cidades que foram melhoradas durante o seu reinado. Em Sevilha, por exemplo, foram construídas várias estruturas como hospitais e o Arquivo Geral das Índias. Em Madrid, foi considerado o melhor presidente da Câmara de sempre de Madrid, recebendo a alcunha de "el rey alcalde". Foi também responsável por conceder o título de "Universidade Real" à Universidade de São Tomás em Manila, a mais antiga no continente asiático.
Na capital também mandou construir a conhecida Puerta de Alcalá, juntamente com a estátua da fonte de Alcachofa. Mudou-se para e redesenhou o Real Jardín Botánico de Madrid. Também mandou construir os dois museus mais conhecidos da cidade, o Museu de Arte Nacional Rainha Sofia (que, actualmente, tem o nome da rainha de Espanha) e o Museu do Prado. Em Aranjuez, construir novas alas no palácio.
Criou a Lotaria Espanhola e introduziu os presépios de Natal, uma tradição napolitana, na cultura espanhola. Durante o seu reinado nasceu o movimento para criar "Sociedades Económicas" (uma forma inicial de Câmaras de Comércio).
O exemplo das suas medidas e trabalho também influenciou outros nobres espanhóis. Na sua vida privada, o rei Carlos era um chefe de família regular e moderado, embora fosse um tanto mordaz e tivesse uma opinião bastante cínica da humanidade. Gostava muito de caçar. Durante os seus últimos anos de vida teve alguns problemas com o seu filho mais velho e com a esposa dele.
Morreu a 14 de dezembro de 1788 no Palácio Real de Madrid. O palácio foi muito alterado durante o seu reinado. Foi também durante este período que foi construída a sala de jantar de gala entre os anos de 1765 e 1770. Esta sala foi construída no local onde anteriormente se encontravam os aposentos da rainha Maria Amália.
Foi enterrado no jazigo dos reis, no Mosteiro Real de El Escorial.

## Nascimento de uma nação

A bandeira de Espanha entre 1785 e 1931

Durante o reinado de Carlos, a Espanha começou a ser reconhecida como uma nação única e não como uma série de reinos e territórios com um soberano em comum. Os seus esforços resultaram na criação do Hino Nacional, de uma bandeira e de uma capital merecedora desse título, bem como da construção de uma rede de estradas coerente que convergia em Madrid. A 3 de setembro de 1770, Carlos III declarou que a Marcha Real deveria ser utilizada em cerimónias oficiais. Foi Carlos quem escolheu as cores da actual bandeira de Espanha, o vermelho e o amarelo. O rei apresentou a bandeira da marinha militar a 28 de maio de 1785. Até aí, as embarcações espanholas surgiam com a bandeira branca dos Bourbon e com o escudo do soberano. Esta foi substituída pela de Carlos devido à sua preocupação com o facto de a bandeira anterior ser demasiado parecida com as de outras nações.
O escudo utilizado por Carlos enquanto rei de Espanha fez parte da bandeira até 1931, ano em que o seu descendente, o rei Afonso XIII, foi deposto e foi proclamada a Segunda República Espanhola (houve também uma breve interrupção entre 1873-5). Filipe VI da Espanha, o actual monarca, é descendente directo pela linha masculina do rey alcalde.

## Descendência
Carlos III casou-se com a princesa Maria Amália da Saxônia, de quem teve os seguintes filhos:
| Nome                                  | Pintura | Nascimento              | Morte                  | Notas                                                                                 |
| ------------------------------------- | ------- | ----------------------- | ---------------------- | ------------------------------------------------------------------------------------- |
| Maria Isabel de Nápoles e Sicília     |         | 6 de setembro de 1740   | 2 de novembro de 1742  | Morreu na infância.                                                                   |
| Maria Josefa de Nápoles e Sicília     |         | 20 de janeiro de 1742   | 1 de abril de 1742     | Morreu na infância.                                                                   |
| Maria Isabel Ana de Nápoles e Sicília |         | 30 de abril de 1743     | 5 de março de 1749     | Morreu na infância.                                                                   |
| Maria Josefa Carmela de Espanha       |         | 6 de junho de 1744      | 8 de dezembro de 1801  | Não se casou e não teve filhos.                                                       |
| Maria Luísa de Espanha                |         | 24 de novembro de 1745  | 15 de maio de 1792     | Casou-se com Leopoldo II do Sacro Império Romano-Germânico em 1764, com descendência. |
| Filipe, Duque de Calábria             |         | 13 de junho de 1747     | 19 de setembro de 1777 | Foi excluído da sucessão à coroa espanhola por sofrer de atraso mental.               |
| Carlos IV de Espanha                  |         | 11 de novembro de 1748  | 20 de janeiro de 1819  | Casou-se com Maria Luísa de Parma em 1765, com descendência.                          |
| Maria Teresa de Nápoles e Sicília     |         | 2 de dezembro de 1749   | 2 de maio de 1750      | Morreu na infância.                                                                   |
| Fernando I das Duas Sicílias          |         | 12 de janeiro de 1751   | 4 de janeiro de 1825   | Casou-se com Maria Carolina da Áustria em 1768, com descendência.                     |
| Gabriel de Espanha                    |         | 12 de maio de 1752      | 23 de novembro de 1788 | Casou-se com Mariana Vitória de Bragança em 1785, com descendência.                   |
| Maria Ana de Nápoles e Sicília        |         | 3 de julho de 1754      | 11 de maio de 1755     | Morreu na infância.                                                                   |
| Antônio Pascoal de Espanha            |         | 31 de dezembro de 1755  | 20 de abril de 1817    | Casou-se com Maria Amália de Espanha em 1795, sem descendência.                       |
| Francisco Xavier de Espanha           |         | 15 de fevereiro de 1757 | 10 de abril de 1771    | Morreu aos 14 anos.                                                                   |